# Naometria
Naometria (d. h. Tempelmesskunst) ist das 1604 erschienene, Herzog Friedrich I. von Württemberg gewidmete Hauptwerk des Württembergischen Humanisten Simon Studion. Aufgrund obskurer Berechnungen werden darin Prophezeiungen über den weiteren Lauf der Weltgeschichte gemacht. So behauptete Studion, er habe aus den biblischen Schriften die Wiederkunft Christi für das Jahr 1620 berechnen können.